# Vrigne-aux-Bois
Vrigne-aux-Bois è un comune francese di 3 536 abitanti situato nel dipartimento delle Ardenne nella regione del Grand Est.
Il territorio di Vrigne-aux-Bois include quello dell'ex comune di Maraucourt, inglobato nel 1829, in cui è ambientato il romanzo In famiglia di Hector Malot.

## Società

### Evoluzione demografica
Abitanti censiti